# Heiningen (Baixa Saxônia)
Heiningen é um município da Alemanha localizado no distrito de Wolfenbüttel, estado da Baixa Saxônia.
Pertence ao Samtgemeinde de Oderwald.